# سیارک ۱۲۴۰
سیارک ۱۲۴۰ (به انگلیسی: 1240 Centenaria، نامگذاری:1932CD) هزار و دویست و چهلمین سیارک کشف شده‌است که در ۵ فوریه ۱۹۳۲ کشف شد.
قدر مطلق سیارک برابر ۹٫۷۰ است.